# 傅奇
傅奇（1929年5月24日—），香港土木工程师、演员、企业家。

## 生平
原名傅国梁，祖籍浙江余姚县，今属宁波市。1929年5月24日，生于辽宁沈阳。在上海青浦长大。早年入读上海圣约翰大学土木工程系，是中国早期自主培养的土木工程师。大学期间学习成绩优异，爱好文艺，擅长体育，跳级而在20岁即毕业。1949年随家人移居香港，初为土木工程师。1952年，弃工从影，入香港长城电影製片有限公司，开始演艺生涯。曾在58部电影中任男演员。1978年，又弃影从商。妻石慧、女傅明憲均为香港名演员。晚年定居加拿大温哥华。

## 代表作品
- 与石慧合演：《蜜月》、《小舞娘》、《蓝花花》、《情投意合》、《借亲配》、《龙凤呈祥》
- 与夏梦合演：《日出》、《佳人有约》、《绿天鹅夜总会》、《甜甜蜜蜜》、《白领丽人》、《碧波仙侣》
- 与陈思思合演：《美人计》、《魔影》、《少年游》、《艳遇》、《黄金万两》、《五虎将》、《云海玉弓缘》、《春雷》、《双枪黄英姑》
- 与朱虹合演：《情窦初开》[3]